# 欧登塞车站

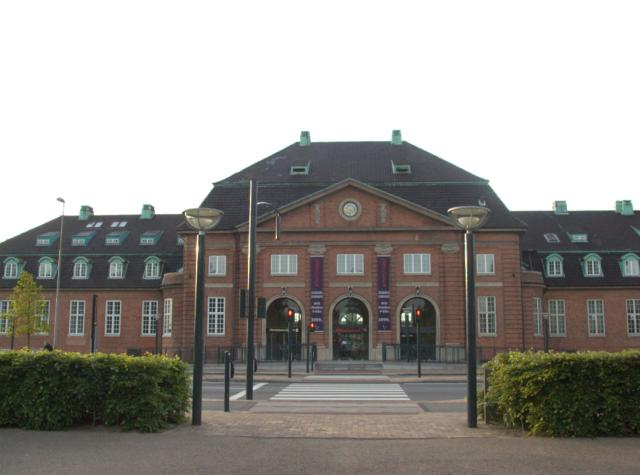
第二代站房（1914–1995）

欧登塞车站（丹麥語：Odense Banegård Center）是丹麥欧登塞的主要鐵路車站，啟用於1865年。目前的車站大樓是第三代站房，於1995年9月15日開放。傳統上歐登塞車站一向為菲英島的交通樞紐。